# Moussa Wagué
Moussa Wagué (* 4. října 1998) je senegalský fotbalista, který hraje jako obránce za řecký klub Panserraikos. Reprezentuje Senegal.

## Reprezentační kariéra
Wagué hrál za reprezentaci do 20 let, byl součástí týmu na Mistrovství světa U20 2015, kde získal Sengal 4. místo.
Dne 23. března 2017 debutoval za seniorskou reprezentaci v přátelském zápase s Nigérií.
V červnu 2018 byl nominován do týmu pro Mistrovství světa ve fotbale 2018, stal se nejmladším střelcem na mistrovství světa z Afriky, když vstřelil gól proti Japonsku, bylo mu 19 let a 263 dní.
Wagué reprezentoval Senegal na Africkém poháru národů 2019 v Egyptě.